# Nicolò Guidi di Bagno
Nicolò Guidi di Bagno, italijanski rimskokatoliški duhovnik, škof in kardinal, * 1583, Mantova, † 27. avgust 1663, Rim.

## Življenjepis
15. marca 1644 je bil imenovan za naslovnega nadškofa Atenie in 29. marca istega leta je prejel škofovsko posvečenje.
Med 23. aprilom 1644 in decembrom 1656 je bil apostolski nuncij v Franciji.
9. aprila 1657 je bil imenovan za kardinala in imenovan za kardinal-duhovnika S. Eusebio.
28. maja 1657 je bil imenovan za nadškofa (osebni naziv) škofije Senigallia; s tega položaja je odstopil 1. septembra 1659.